# Vladislav Kara
Vladislav Kara (5. dubna 1935 Žitenice – 9. října 2016) byl kněz diecéze Hildesheim a čestný kanovník Katedrální kapituly u sv. Štěpána v Litoměřicích.

## Život
Kara se řadil mezi německé kněze, avšak pocházel českoněmecké jazykové komunity žijící na území severních Čech nazývaném Sudety. Na kněze byl vysvěcen pro Diecézi Hildesheim 1. listopadu 1975. Čestným kanovníkem Katedrální kapituly u sv. Štěpána v Litoměřicích z toho důvodu, že měl rodové kořeny poblíž Litoměřic, a kam často přijížděl, aby podporoval komunistickým režimem pronásledovanou církev, ho 28. listopadu 2001 jmenoval litoměřický biskup Josef Koukl. Spolu s ním byl čestným kanovníkem jmenován i další německý kněz s českými kořeny Karl Kindermann (1930–2017), který žil ve Wiesbadenu a působil v diecézi Limburg. Kanovník Kara byl pohřben 14. října 2016 v Hildesheimu.